# Шаровой резервуар

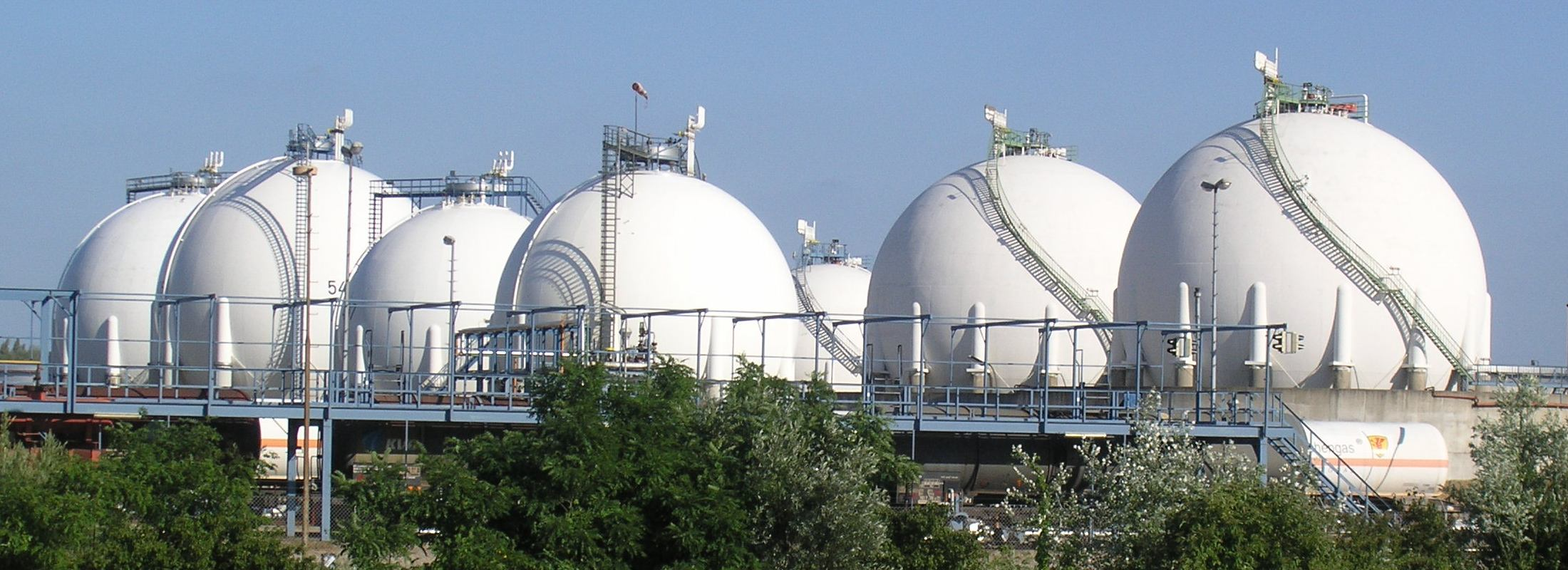
Современные газгольдеры постоянного объёма (шары Хортона). НПЗ в Карлсруэ, MiRO

Шаровой резервуар (ШР или шар Хортона) — большая ёмкость шаровой формы, установленный вертикально резервуар объёмом от 25 до 2 000 м3 и более для хранения жидких (в том числе агрессивных) продуктов и газообразных под давлением до 1,8 МПа.
Количество шаровых резервуаров в установках определяется технологическими требованиями Заказчика и составляет от 1, 2, 4 до резервуарных парков, состоящих из 30-40 штук.

## История

### Россия
В 1964 году заводом Уралхиммаш запущены в производство шаровые оболочки методом холодной вальцовки, на Ижорском заводе и Атоммаше — методом горячей штамповки. К 2000 году выполнено около 2000 шаровых резервуаров.

## Применение
Шаровой резервуар применяется для хранения продуктов при избыточном давлении от 0,25 до 1,8 МПа при климатическом и изотермическом температурном режиме:
- легковоспламеняющихся жидкостей (ЛВЖ);
- сжиженных газов (СУГ, СПГ, биогаз), сжатых газов и воздуха;
- агрессивных продуктов (кислот)
- игристых вин.

Шары Хортона рассчитаны на сравнительно небольшое рабочее давление, они снабжаются рефрижераторной установкой, предупреждающей об избыточном давлении. По мере испарения продуктов, например аммиака, компрессор, установленный внутри резервуара, откачивает пары, сжижает их и возвращает в резервуар. Иногда используются шаровые резервуары с теплоизоляцией. Однако каплевидные (сферические) и шаровые резервуары в производстве сложнее, чем вертикальные цилиндрические и, соответственно, стоят дороже.

## Конструкции
Шаровые резервуары имеют одинаковое конструктивное решение:
- шаровая оболочка, опирающаяся на вертикальные трубчатые стойки;
- шахтная или кольцевая наружная лестница для подъёма;
- наружные площадки обслуживания;
- внутренняя смотровая стационарная подвижная лестница (только в резервуарах объёмом 600 и 2 000 м3).

## Изготовление
При изготовлении шаровых оболочек применяются следующие методы:
- метод рулонирования из плоских лепестков — для резервуаров объёмом 25 — 600 м3 с толщиной стенки 4-6 мм;
- метод холодной вальцовки — для резервуаров объёмом 600 — 2 000 м3 с толщиной стенки 16-30 мм;
- метод горячей штамповки — для резервуаров объёмом 25 — 2 000 м3 и более с толщиной стенки до 120 мм.

Шаровые резервуары независимо от их метода изготовления производятся с толщиной стенки более 30 мм, в этом случае они подвергаются объёмной термообработке в проектном положении.

## Эксплуатация и техническое обследование
Срок службы резервуаров составляет 12 лет.
Техническое обследование с применением неразрушающего метода контроля:
- акустико-эмиссионный (АЭ) контроль целостности оболочки шарового резервуара;

Комплексное техническое обследование выполняется для следующих элементов шарового резервуара:
- оболочка сферического корпуса, верхнее и нижнее сферические днища;
- сварные швы приварки лепестков оболочки друг к другу, а также к верхнему и нижнему сферическим днищам;
- продольные сварные швы сопряжения верхнего и нижнего сферических днищ;
- места пересечений сварных швов;
- узлы приварки горловин люков к верхнему и нижнему сферическим днищам;
- места приварки штуцеров, опор и других элементов;
- конструкции опор;
- технологическое оборудование (газоуравнительная система, дыхательные, предохранительные клапаны, задвижки, арматура трубопроводов, система заземления и молниезащиты и др.);
- вспомогательные металлические конструкции (лестницы, площадки обслуживания, переходы и т. д.)

### Нормативная литература
- РД 03-380-00 = «Инструкция по обследованию шаровых резервуаров и газгольдеров для хранения сжиженных газов под давлением». — 2000.
- ТУ 3615-018-00217320-2006 «Резервуары шаровые»
- ТУ 26-01-150-80 «Резервуары шаровые»
- ТУ 3615-132-00220302-08 «Резервуары шаровые для сжиженных углеводородных газов»
- РД РТМ 26-01-111-78 «Резервуары шаровые стальные сварные. Методы расчета на прочность»
- МИ 3282-10 ГСИ «Резервуары шаровые (сферические). Методика поверки электронно-оптическим методом»

### Техническая литература
- Берлинер Ю. И., Балашов Ю. А. «Технология химического и нефтяного аппаратостроения» / Реценз. — канд. техн. наук В. А. Беленький. — М.: «Машиностроение», 1976. — С. 256.
- Садилов А. И., Лосев Д. А., Селезнёва А. А., Хмелев С. В. «Оценка применения метода акустической эмиссии при определении технического состояния вертикального цилиндрического стального резервуара» : Журнал  / Гл. ред. Г. Д. Ахметова. — Казань: «Молодой учёный», 2015. — Октябрь (вып. 19, № 99). — С. 174—175. — ISSN 2072-0297.
- Адамс Дж. Р., Андерсон М. С., Халберт У. С. «Жидкие азотные удобрения и их использование» = англ. Liquid nitrogen fertilizers for direct application. — Пер. с англ. Е. М. Потаповой; ил. — М.: «Колос», 1965. — 112 с.